# テネシー州の歴史
テネシー州の歴史（テネシーしゅうのれきし）では、現在のアメリカ合衆国テネシー州に、アメリカ州の先住民族が住み始めてからの歴史を概説する。テネシー州は1796年6月1日にアメリカ合衆国の州として認められた。

## 前史

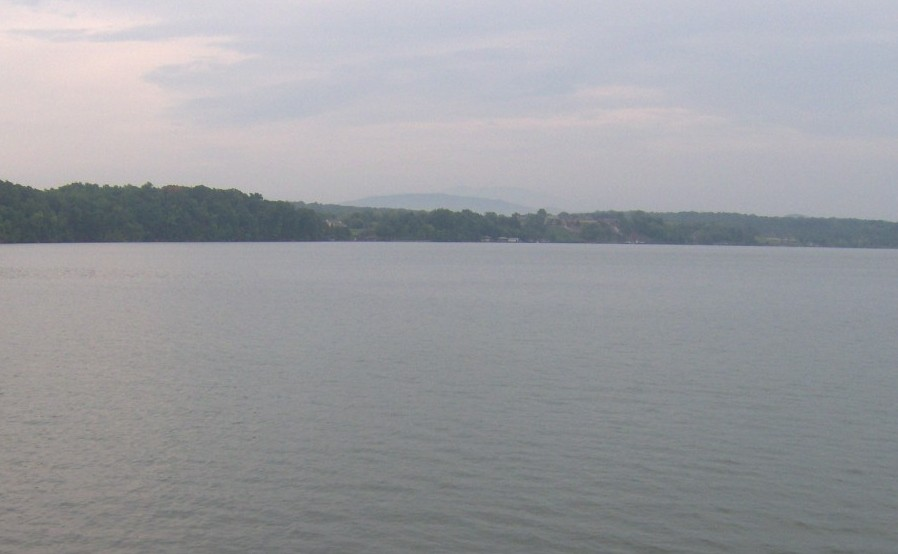
アイスハウス・ボトム遺跡。現在はモンロー郡のテリコ湖の下にある。

12,000年前に現在のテネシー州となった領域でパレオ・インディアンが狩りを行い、宿営したと信じられている。テネシー州ウィリアムソン郡で、この時代に共通する尖頭器と共に、考古学者達が前史の狩猟者に特徴的な切断マークのある12,000年前のマストドンの骨格を発見した。

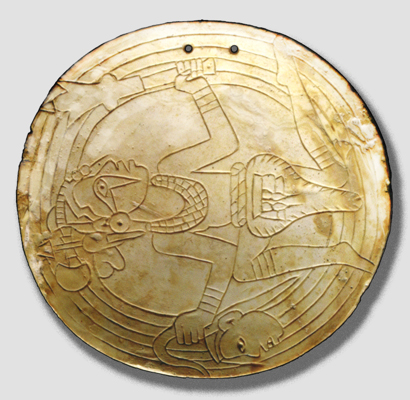
ミシシッピ文化の彫刻がある貝。サムナー郡で考古学調査により出土

テネシー州で最も有名な古期（紀元前8000年頃から同1000年）の遺跡は、モンロー郡にあるルードーン砦の直ぐ南に位置するアイスハウス・ボトム遺跡である。1970年代初期のアイスハウス・ボトム遺跡発掘によって、西暦7,500年には既に人間が住んでいた証拠を見付けた。他の古期の遺跡としては、アイスハウス・ボトムから数マイル下流のローズアイランド遺跡、およびベントン郡エバ遺跡がある。
テネシー州にはウッドランド期（紀元前1000年から西暦1000年）の2つの大きな遺跡がある。マディソン郡のピンソン・マウンドとカフィ郡のオールドストーン・フォートであり、どちらも西暦元年から500年頃に造られたとされている。ピンソン・マウンド群は、アメリカ合衆国南東部では最大のウッドランド中期遺跡であり、少なくとも12のマウンドと幾何学的図形に土を盛った囲いがある。オールドストーン・フォートは複雑な進入路を持つ大きな儀式用構造物であり、当時は比較的近付きにくい半島部にあった。
ミシシッピ文化（西暦1000年から1600年）の集落がテネシー州の最も主要な川堤沿いで発見されている。これら遺跡の中でも最もよく知られているものは、メンフィス近くのチュカリッサ遺跡、モンロー郡のトクァ遺跡チェザム郡のマウンド・ボトム遺跡がある。セビア郡のマクマハン・インディアンのマウンド、またさらに最近のブラウント郡タウンゼンドを発掘することで、西暦1200年頃とされる防衛措置を施された集落の跡を発見した。

## ヨーロッパ人の探検と開拓

### 先住民族の発見と交流

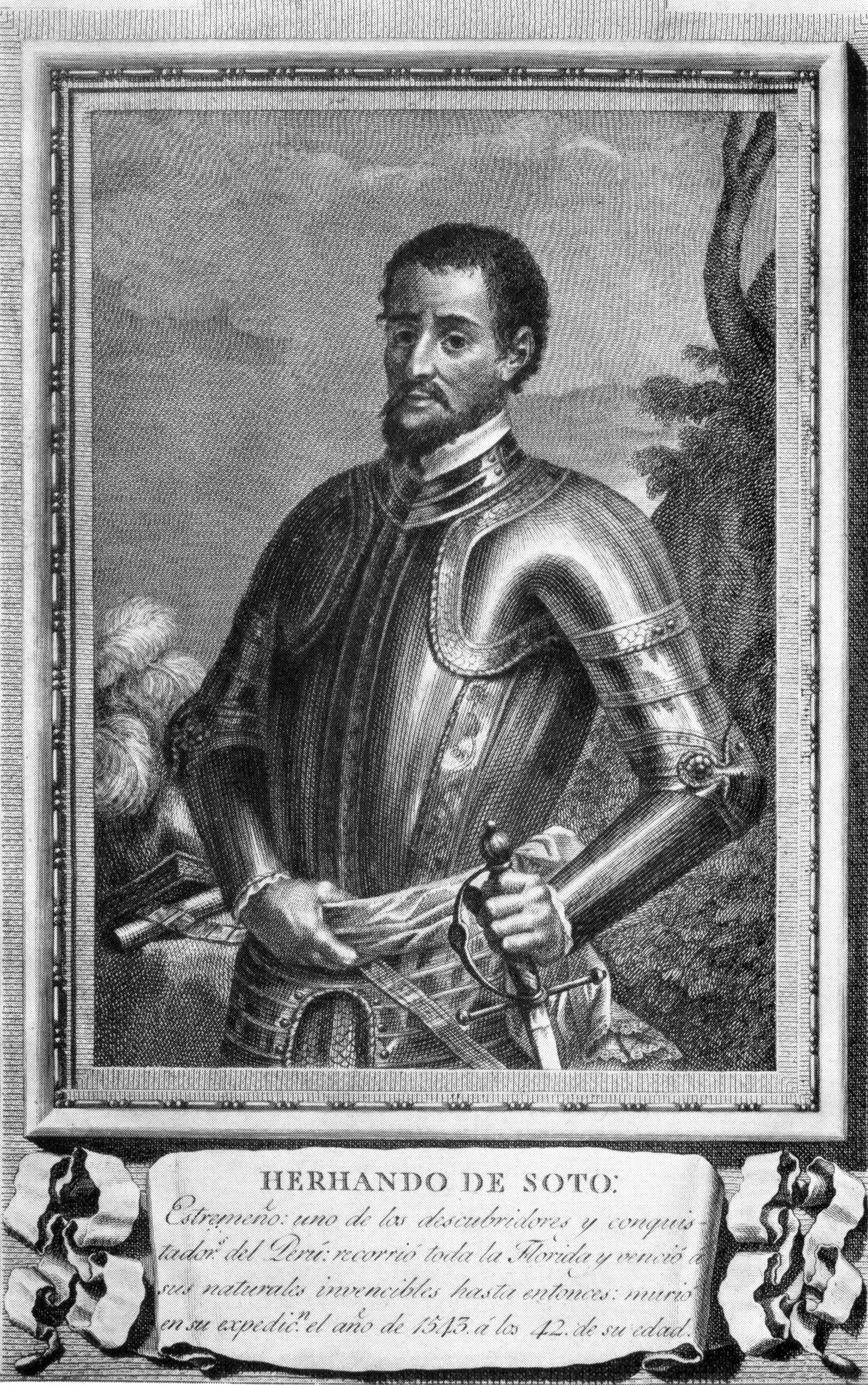
スペインの探検家エルナンド・デ・ソト

1539年から1543年にエルナンド・デ・ソトが率いたスペインの探検家達が初めてこの地域を訪れたとき、マスコギー族とユチ族が住んでいた。
恐らくはヨーロッパ人がもたらした疫病によって先住民族の人口が激減してしまったために、またヨーロッパ人の開拓地が北部から拡がったために、チェロキー族はこの地域から南のバージニアに移動した。ヨーロッパ人の開拓者達が地域に拡がるに連れて、マスコギー族、ユチ族、チカソー族およびチョクトー族など先住民族は南部や西部への移動を強いられた。1838年から1839年、合衆国政府はチェロキー族を合衆国東部から強制移住させた。17,000人近いチェロキー族がテネシー州東部から、アーカンソー州の西にあるインディアン・テリトリーに行進させられた。この行進は涙の道と呼ばれ、およそ4,000人のチェロキー族が行進中に死んだ。チェロキー語では、この出来事をNunna daul Isunyi（我々が泣いた道）と呼んでいる。

### ノースカロライナの下での政府
テネシーが州になる前の時代、テネシー州の人々は政治的な発言力を得るために戦い、組織された政府によって供されるはずの保護の欠如に苦しんだ。東テネシーのワシントン郡、サリバン郡とグリーン郡、中部テネシーのダビドソン郡、サムナー郡とテネシー郡、計6郡が1777年と1778年の間にノースカロライナの西部郡として形成された。
しかし、アメリカ独立戦争の後で、ノースカロライナはこれら遠隔の地に敵対的なインディアン種族がおり、道路、砦、水路を必要とするので、そのトラブルや維持費用を望まなかった。遠隔地の開拓者達は中央政府の方を見ておらず、力弱くゆるく作られた連合規約の下では、政府は名ばかりのものだった。

### フランクリン国

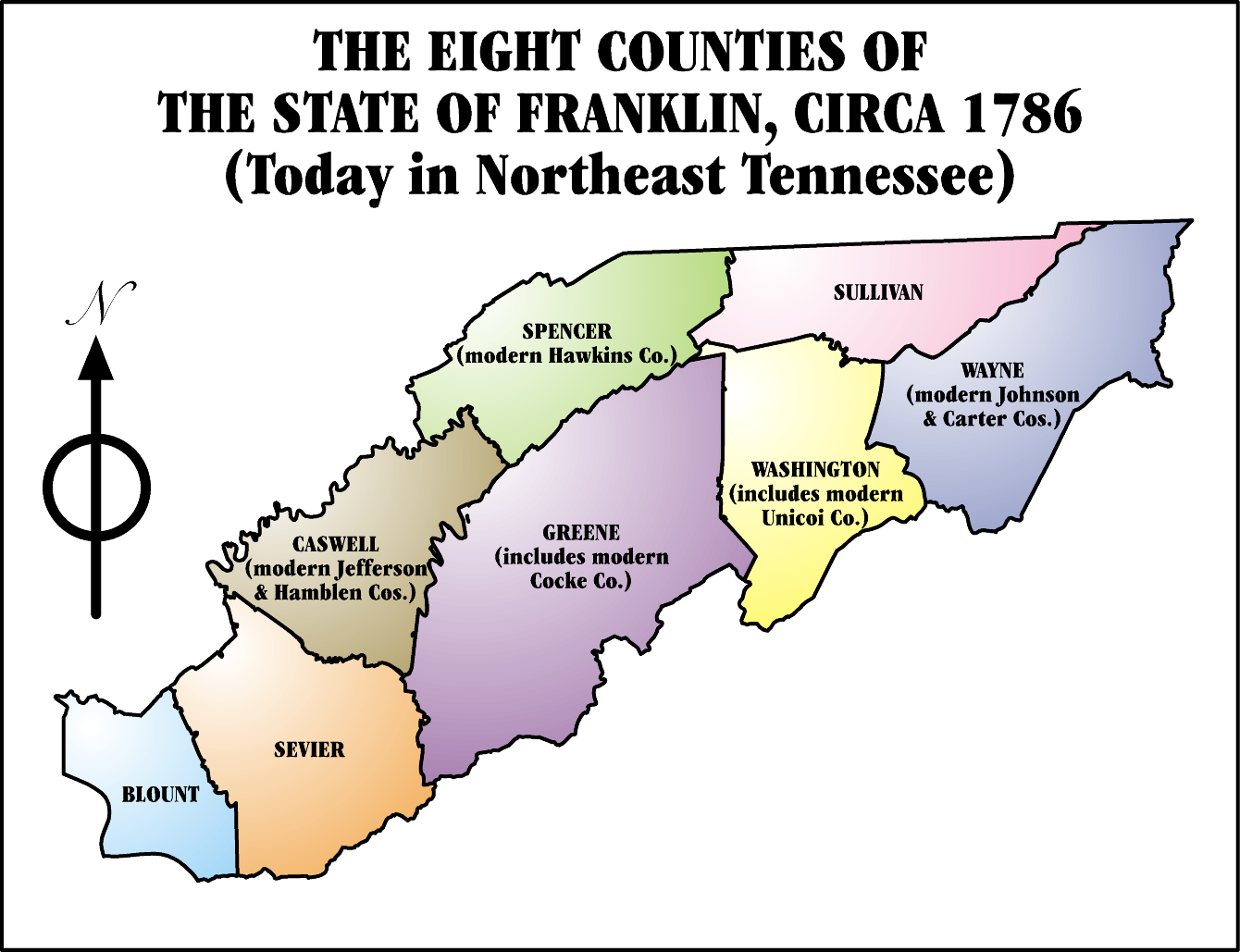
フランクリン国の8郡

西部の者達の2つの大きな要求事項、インディアンからの保護とミシシッピ川の航行権は、1780年代を通じて無視されていた。ノースカロライナの鈍感さに憤懣を募らせた東部テネシーの住民は1784年に分離してフランクリン国を作った。
ジョン・セビアが知事に指名され、できたばかりの国は認知されていないまでも、独立した政府として運営を始めた。これと同時に、カンバーランドの開拓者達の指導者が、ミシシッピ川下流を支配しており、インディアンの襲撃を煽っていた当事者であるスペインとの同盟を提案した。ワトーガおよびカンバーランド盟約を書き上げた初期テネシーの住民は既に自治政府の権利をいくらか行使しており、政治的な事項を自分達の手で扱う準備ができていた。
このような独立の動揺がノースカロライナの注意を引き、その西部郡部の支配権を密かに再主張し始めた。これらの政策と東部テネシーの住民間の分裂によって、フランクリン国は短命となり、1788年にはその存在が終わった。

### 南西部領土
ノースカロライナ州が1789年にやっとアメリカ合衆国憲法を批准し、また西部の領土であるテネシーの郡部を連邦政府に譲渡した。ノースカロライナ州はこれらの土地を、独立戦争を戦った退役兵に対する報償の手段として使っていた。1789年の譲渡法において、テネシーにおける将来の土地要求を満足する権利が保留された。
アメリカ合衆国議会はこの地域を「オハイオ川の南の合衆国領土」、一般的には南西部領土と指定した。この領土は3つの地区、すなわち東テネシーの2地区とカンバーランドのメロ地区に分けられ、それぞれの地区が独自の裁判所、民兵および公務員を抱えることになった。
ジョージ・ワシントン大統領はウィリアム・ブラウントを領土知事に指名した。ブラウントはノースカロライナ州で著名な政治家であり、西部の広大な土地を所有していた。

## 合衆国への加盟
1795年、領土内の国勢調査で、州に昇格するに足る人口がいることが分かった。住民投票の結果は、3対1の多数で合衆国への加盟に賛成した。ブラウント知事は憲法制定会議を招集し、全郡の代議員がノックスビルに集まって、州憲法と民主的権利章典のひな形を書き上げた。
選挙民はセビアを知事に選んだ。新しく選ばれた議会はブラウントとウィリアム・コックをアメリカ合衆国上院議員に、アンドリュー・ジャクソンをアメリカ合衆国下院議員に選出した。
テネシーの指導者達は、連邦議会に加盟を申請する前に、領土を組織された政府と憲法のある新州に変えた。南西部領土は合衆国への加盟を自ら提案したことでは初めての連邦領土だったので、その手続には不明なところが幾つかあり、連邦議会はこの問題で議論が分かれた。
それでも、1796年6月1日の最終投票で、連邦議会はテネシー州が合衆国16番目の州として加盟することを承認した。議会では、ノースカロライナ州の北と南の境界を多少の例外を含めて西に伸ばし、ミシシッピ川を西側の境界とした。

## 南北戦争前の時代
開拓の初期の時代、入植者達はケンタッキー州やバージニア州から奴隷を連れて入ってきた。奴隷化されたアフリカ系アメリカ人は初めの頃中部テネシーに集中し、農園主はケンタッキー州の内部ブルーグラス地域で行っていたように、種々の穀物を栽培し、高品質の馬や牛を飼育した。東部テネシーには自給自作農が多く、奴隷所有者は少なかった。
州形成の初期、州の中部と東部では白人が奴隷労働者（雇われることもできた）との競合を恐れたこともあって、奴隷の解放を支持する声があった。1796年の憲法制定会議で、解放された黒人は住所と資産の要求事項を満たせば投票権を与えられた。奴隷制を廃止しようという動きはこの会議と、1834年の会議で再度否決された。1834年の会議は、解放されたアフリカ系アメリカ人の参政権をテネシー州が撤回する機会だった。この時までに奴隷を所有する慣習が州内に著しく広まり、特にミシシッピ・デルタでは綿花農園主が多数の、しばしば数百人におよぶアフリカ系アメリカ人奴隷を所有した。
1830年までにアフリカ系アメリカ人の数は、19世紀の初めに4,000人に満たなかったものが、146,158人まで増加した。このことは主に西テネシーのコットンベルトであるミシシッピ・デルタに大規模プランテーションが発展し、数多い奴隷を連れてきたことに関係していた。アフリカ系アメリカ人労働者は綿花プランテーションを作り上げ、農園主に大きな富をもたらした。1860年までに、奴隷人口はほぼ2倍の283,019人となり、州内に自由黒人はわずか7,300人がいるだけだった。奴隷の大半は西テネシーに集中しており、中部テネシーの農園主もアフリカ系アメリカ人を労働力として使ったが、使用範囲が狭く、その数は少なかった。南北戦争前の1860年の国勢調査に拠ると、州人口110万人のうち約25％がアフリカ系アメリカ人奴隷だった。

## 南北戦争
南北戦争では、テネシー州の都市や農園で広範な戦闘が行われており、その規模はバージニア州に次ぐものだった。

### 脱退

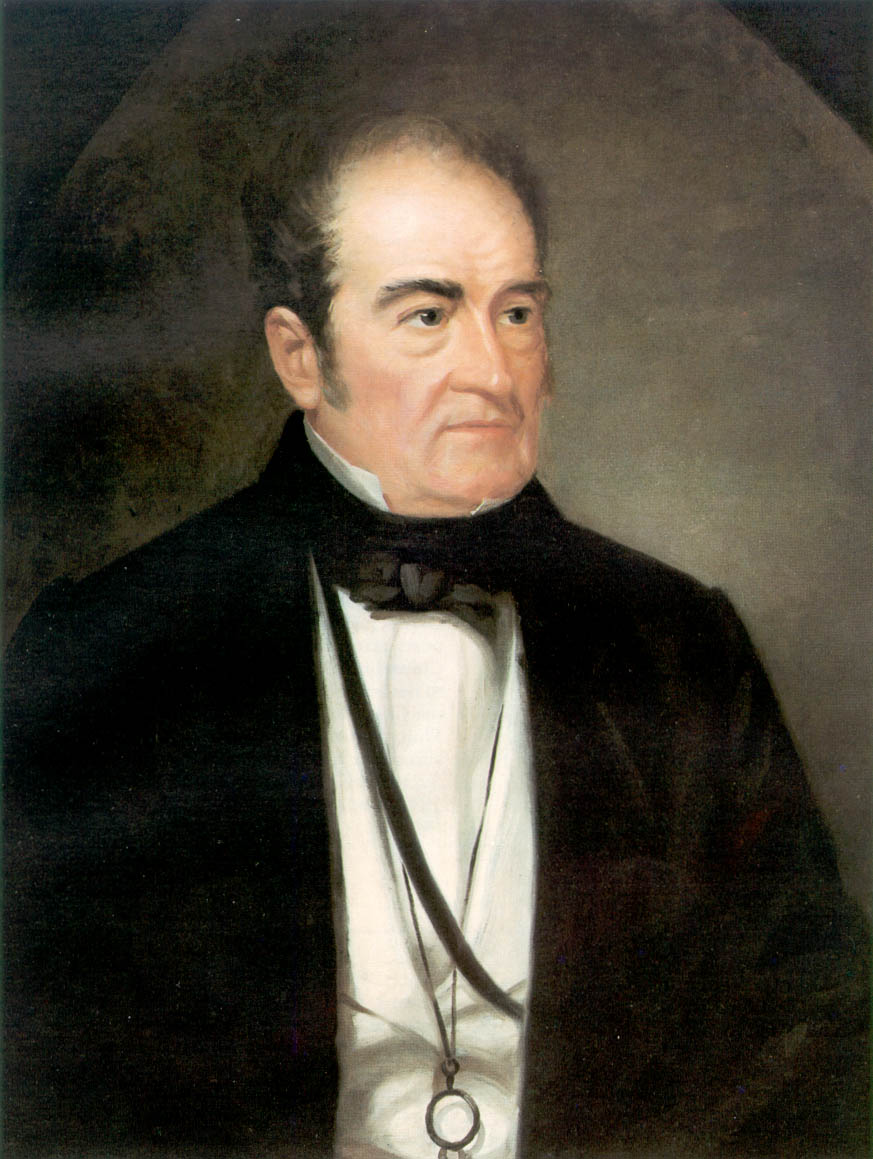
ジョン・ベル

テネシー州民の大半は当初、長い間闘争を分かち合った合衆国からの離別についてほとんど執着を示さなかった。中部テネシーにあってアラバマ州と境界を接するフランクリン郡のような小さな例外はあった。フランクリン郡には、テネシー州が合衆国から脱退しない場合、テネシー州を離れてアラバマ州に加わるよう公式の恐喝があった。1860年大統領選挙で、テネシー州民は、テネシー生まれで危機からの出口を探し続けていた立憲連合党のジョン・ベルを僅差で選んだ。
1861年2月、州投票者の55％が脱退州の会議で代表を送ることに反対票を投じた。しかし、4月にサムター要塞の戦いが起こり、エイブラハム・リンカーン大統領が脱退州を合衆国に呼び戻すために75,000名の志願兵を募ると、大衆感情は劇的に北部に反対する方向に変わった。
歴史家のダニエル・クロフツは次の様に書いた。
アイシャム・ハリス知事は軍隊の動員を始め、州議会に脱退法案を提出し、アメリカ連合国政府には直接提案を行った。
1861年6月8日の住民投票で東テネシーは脱退に確固として反対の立場をとったのに対し、西テネシーは同じくらい賛成が多数を占めた。結論は中部テネシーに委ねられ、2月に51％が脱退反対だったものが6月には88％が賛成に変わった。
テネシー州は新生間もないアメリカ連合国との結合を一般投票で批准し、合衆国から脱退したことでは最後の州になった。
東テネシーの住民は断固としてテネシー州の合衆国脱退に反対しており、合衆国の他の地域の多く、特に西テネシーでも歴史的にホイッグ党支持者の多い場所と同様だった。東テネシー26郡を代表するテネシー人がグリーンビルとノックスビルで2度会し、テネシー州からの脱退に合意した。彼らはナッシュビルの州議会に請願を起こしたが、州議会はその脱退要求を否定し、フェリックス・ゾリコファー指揮する南軍を送って東テネシーを占領し、脱退を力ずくで阻止した。東テネシーの多くの者が州当局に対するゲリラ戦に参加し、橋を燃やし、電報線を切断しまた諜報活動を行った。

### 戦闘

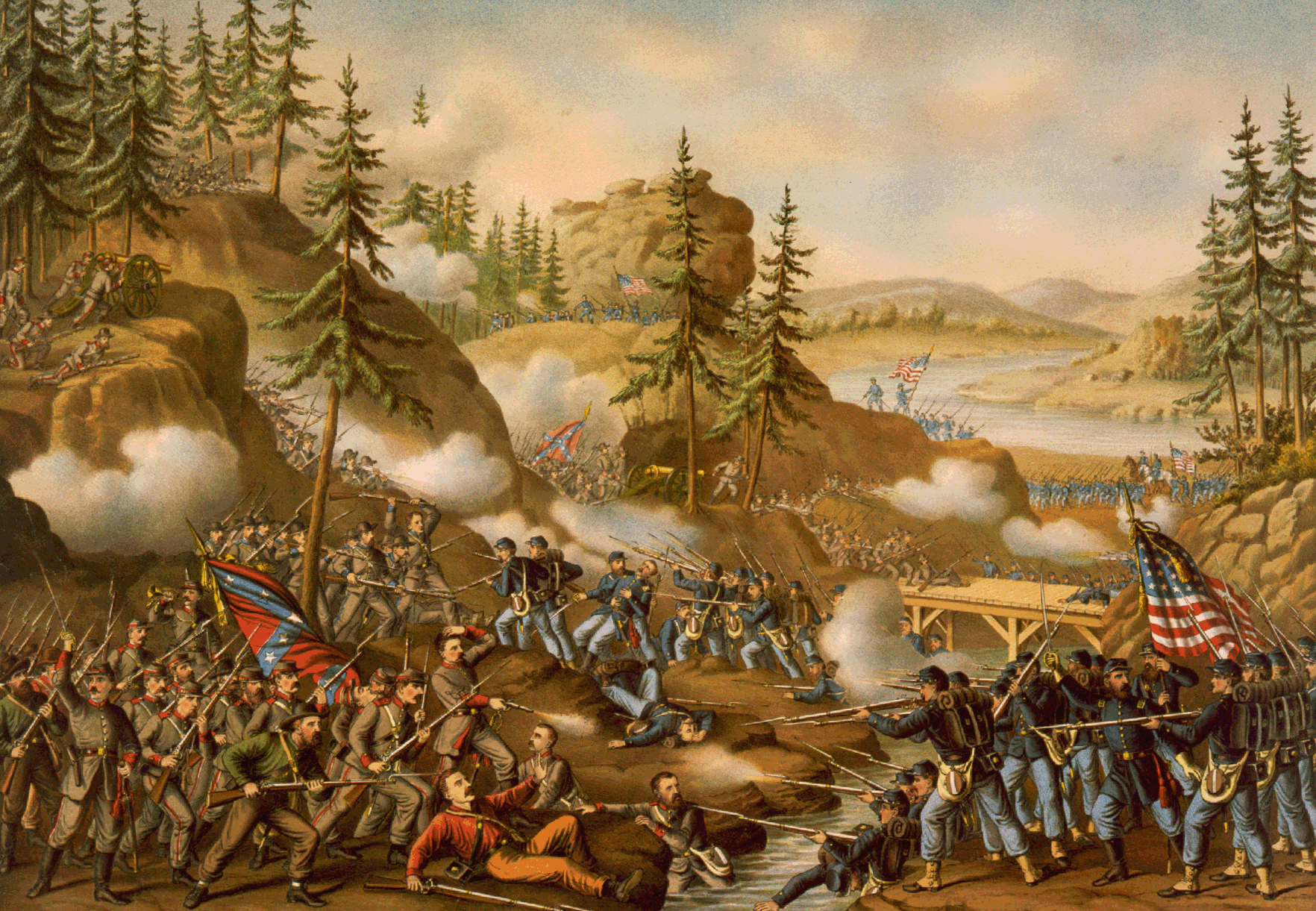
第三次チャタヌーガの戦い。1863年11月23日-25日

州内では多くの戦闘が行われたが、その大半は北軍の勝利だった。ユリシーズ・グラントとアメリカ海軍が1862年2月にカンバーランド川とテネシー川の支配権を確保し、4月のシャイローの戦いで南軍の反撃を撃退した。
北軍はメンフィスとナッシュビルの占領で西テネシーと中部テネシーを支配下に置いた。1863年1月早く、マーフリーズボロでのストーンズリバーの戦いで支配権が確立された。
１８６２年２月にナッシュビルが占領された後（アメリカ連合国の州都としては最初の陥落）、グリーンビル出身の東テネシー人アンドリュー・ジョンソンは、リンカーンによって州の軍政府長官に指名された。軍政府は州内の奴隷制を廃止し、戦争が終わるまで北軍が州内の占領を続けた。長い占領で資源を消耗させ、多くの地域で社会秩序が破綻した。
南軍は、南軍寄りのサリバン郡を除いて、東テネシーの北軍寄り感情が強い事実にも拘わらずそこの占領を続けた。
南軍は1863年初秋にチャタヌーガを包囲したが、11月にはグラントによって排除された。南軍の多くの敗北は、シャイローからチャタヌーガの敗北までテネシー軍を率いたブラクストン・ブラッグの戦略的視野の乏しさに帰せられている。
1864年11月に南軍がテネシーに侵攻し、フランクリンで止められたときに最後の会戦が行われ、12月にナッシュビルにおいてジョージ・ヘンリー・トーマスに完敗した。

## レコンストラクションとジム・クロウ法
南北戦争後の1865年2月22日、テネシー州は個人資産を差し止める憲法修正条項を採択し、1866年7月18日にアメリカ合衆国憲法修正第14条を批准した。1866年7月24日にはアメリカ合衆国への復帰を認められることでは最初の州となった。
テネシー州は修正第14条を批准したので、レコンストラクション中も軍政府が置かれなかった唯一の脱退州となった。
南部の大半の州と同様に、テネシー州の白人は南北戦争の結果を受け入れなかった。大規模な権力の転換という環境に対しての反発が必ず起こり、どの集団も進んで権力を諦めようとはしなかった。多くの白人は、自由で完全な市民権と選挙権の行使を認めることについてその考え方を変えなかった。かれらは黒人から教育の機会を奪い、アフリカ系アメリカ人は学ぶことが出来ないと信じるようになった。東テネシーで黒人と職を奪い合うという怖れから、中部と西テネシーで農園主が十分な労働力を確保できなくなるという心配まで、緊張関係があった。彼らはしばしば、アフリカ系アメリカ人は強制しなくても働くとは思わなかった。
1868年1月4日、「ナッシュビル・リパブリカン・バナー」紙が、共和党による一党支配を打破し、地域の黒人に対する人種差別を再開しようとする南部白人の革命的運動を要求する論説を掲載した。この論説では「この州では、レコンストラクションが完了し、その最悪のものを成し遂げた。見出される限りの完全に閉じた団体である政府を組織化した。支配の代理人と原動力として白人の上に黒人を据えた。全ての自由な保証、特権および機会が人民から奪われる機械システムを作り上げた。革命的運動以外ではテネシー州で自由な票を投じることが出来ないというのは...疑いもない事実である」 としていた。
事実、レコンストラクション中のテネシー州議会には2，3人のアフリカ系アメリカ人がいた。他に州および市の役人になった者がいた。アフリカ系アメリカ人は、ナッシュビル市議会での参加者が増えたと言っても、議席の3分の1を持っているだけだった。
かくして白人はレコンストラクション中も明らかに州の支配を続けた。アンドリュー・ジョンソンは1872年のアメリカ合衆国議会選挙で、西部郡の対話集会においてアフリカ系アメリカ人に話をもっていき、「もし性格と教育によって適していると資格付けされるならば、誰もあたた方の投票を否定すべきではない。」と言った。もし解放奴隷が概して「教育によって適合」するならば、貧乏な多くの白人よりも適合したことであろう。貧乏白人は教育的要求事項を満たせなかったし、後には参政権も剥奪された。
1870年代、白人特権階級は政治的権力を取り戻すために動き、武装集団を使って解放奴隷やその仲間に脅しをかけ、投票を妨害し、労働者を支配した。白人民主党が権力を回復した。
白人の特権階級が支配する議会はジム・クロウ法を付け加えるまでに権力を得て、20世紀中頃まで続くことになる州の人種差別政策を作り上げた。参政権剥奪条項は黒人だけでなく貧乏な白人にも数十年間及んだ。テネシー州は白人が支配する州となり、中部および西部は民主党が権力を持った。東部は南北戦争前および戦中の統一維持派的傾向に基づいて共和党支持を続けた。

## 誕生百年祭

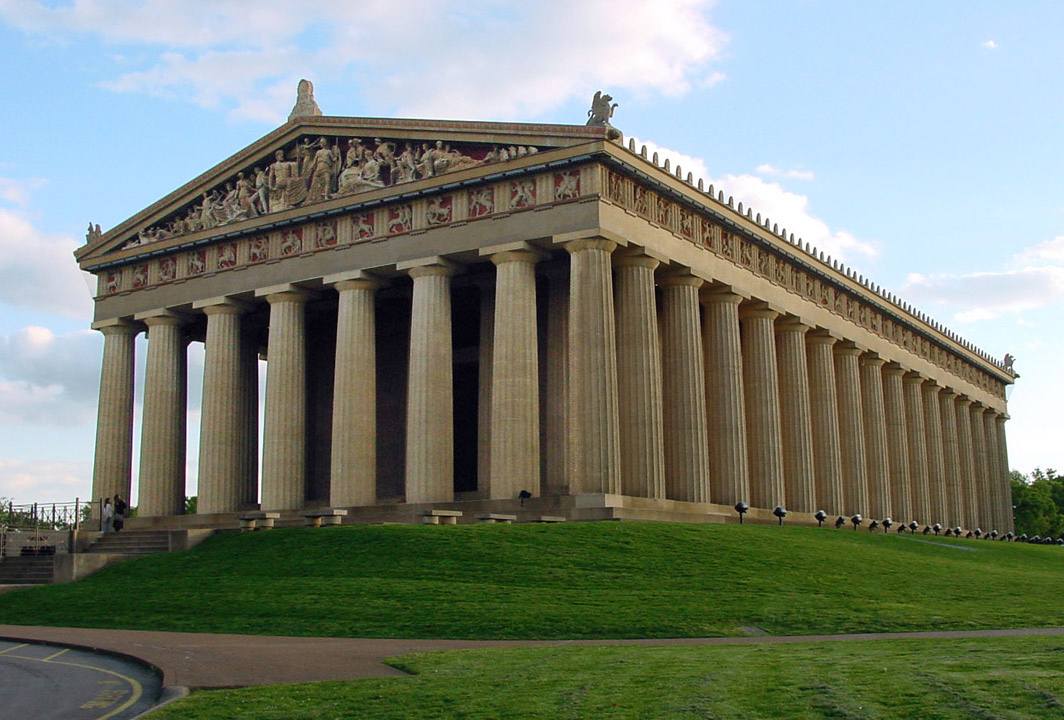
アテネのパルテノン神殿の実物大模型。 テネシー州百周年博覧会で造られた

1897年、ナッシュビルの大博覧会で、テネシー州はその州成立百周年を祝った（実際には1年遅れだが）。
テネシー州百周年博覧会はアップランド・サウスにおける金ぴか時代の究極の表現であり、作業技術の展示や世界の不思議を異国風の張り子で表現するものがあった。百年記念公園で6ヶ月にわたってひらかれたこの博覧会には、南部の回復を象徴する眩いばかりの記念碑を見るために2百万人近くの者が訪れた。
ロバート・テイラー知事は「30年前に我々の朽ち果てた国を見た者の何人かはきっと、我々が脅威を念入りに仕上げたという事実を喜ぶだろう。」と言った。

## アルビン・C・ヨーク

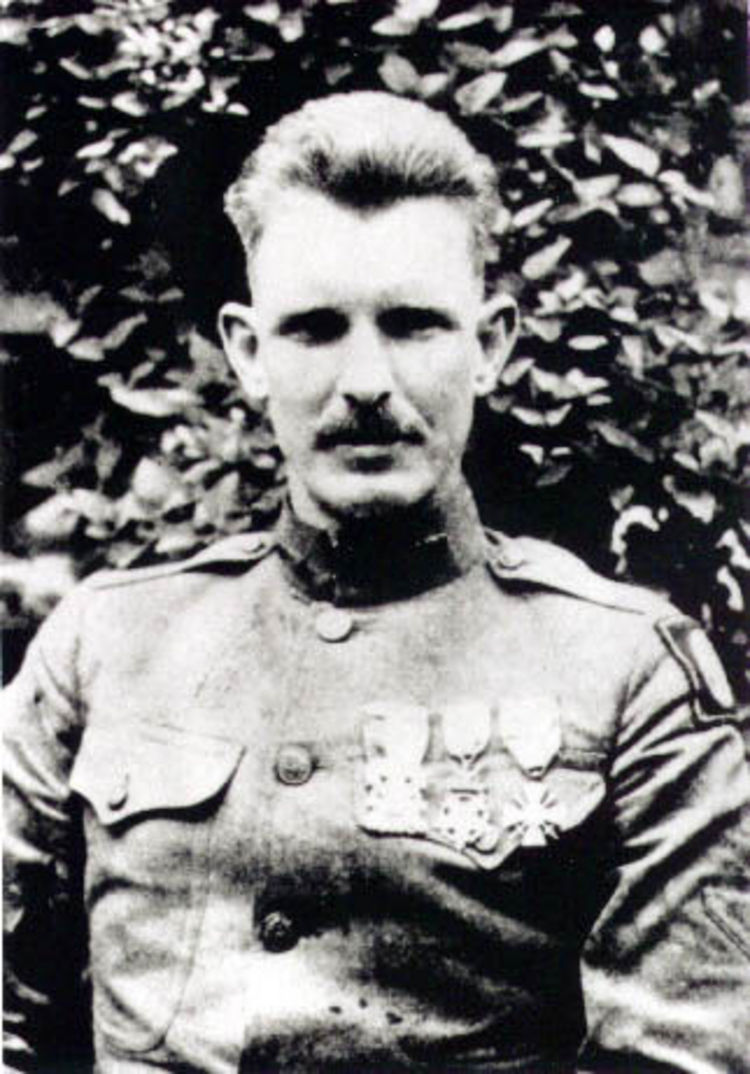
アルビン・C・ヨーク

テネシー州は第一次世界大戦で最も世に知られた軍人を生んだ。フェントレス郡のアルビン・C・ヨークである。ヨークは元良心的兵役拒否者であり、1918年10月にアルゴンヌ・フォレストでドイツ軍機関銃連隊全軍を制圧した。
名誉勲章やフランスの勲章を受けた他に、新聞やハリウッド映画で愛国主義の力強い象徴になった。

## 女性の権利
テネシー州は女性参政権運動で国中の注目を集めた。禁酒運動と同様に、女性参政権は1800年代後期の中産階級改革運動にそのルーツがある問題であった。
1906年のテネシー州普通選挙協会の設立で組織化された動きが成熟してきた。断固たる（また大半が女性の）反対にも拘わらず、テネシー州の参政権運動家はその戦術で中庸であり、国全体で問題とされる前に制限された参政権を得た。
1920年、アルバート・ロバーツ知事はテネシー州議会の臨時会期を請求し、アメリカ合衆国憲法修正第19条の批准を検討させた。
競合する集団の指導者がナッシュビルに殺到し、議会に圧力を掛けた。東テネシーの議員ハリー・バーンがその母親から批准支持を奨励する電報を受け取ったときに賛否の立場を変え、密室での下院決議で、参政権修正条項は批准された。
かくしてテネシー州は修正第19条を成立させるための転回点を生んだ州になった。
女性達は即座に、1920年アメリカ合衆国大統領選挙で、テネシー州をウォレン・ハーディング支持に回らせ、その存在感を示した。テネシー州が共和党の大統領候補を選んだのは1868年以来のことだった。

## モンキー裁判
テネシー州はジョン・T・スコープスの裁判、いわゆる「モンキー裁判」でも国中の注目を集めた。
1925年、州議会は、一般教育法案の一部として、公共教育で進化論を教えることを禁じる法律を通した。デイトンの数人の後援者が、大衆や町を訪れる人の注意を引く方法として、高校の生物学教師であるスコープスが法律を犯しているとして裁判に訴える計画を企てた。
この計画は全てうまく行き、レア郡裁判所は国中のおよび国際的な報道機関にも取り上げられる騒動の中心になった。何千もの人々がデイトンに集まり、名弁護士の裁判を傍聴した。検察側はウィリアム・ジェニングズ・ブライアン、弁護側はクラレンス・ダロウが担当した。
テネシー州は合衆国北東部や西海岸の新聞で「猿の州」と揶揄され、宗教的原理主義を防衛する信仰復興の波が州内をさらった。
裁判の法的結末は取るに足らないものになった。スコープスは郡裁判所では有罪とされ罰金100ドルを言い渡されたが、後に州最高裁判所はこの有罪判決を技術的な理由で取り消した。法律自体は1967年まで残った。より重要な点は法の象徴的な重要さだった。それは、現代科学が伝統的宗教文化に課したと信じる脅威に対してテネシー州の田舎の人々が感じる心配の表現だった。

## カントリーミュージックの発祥地

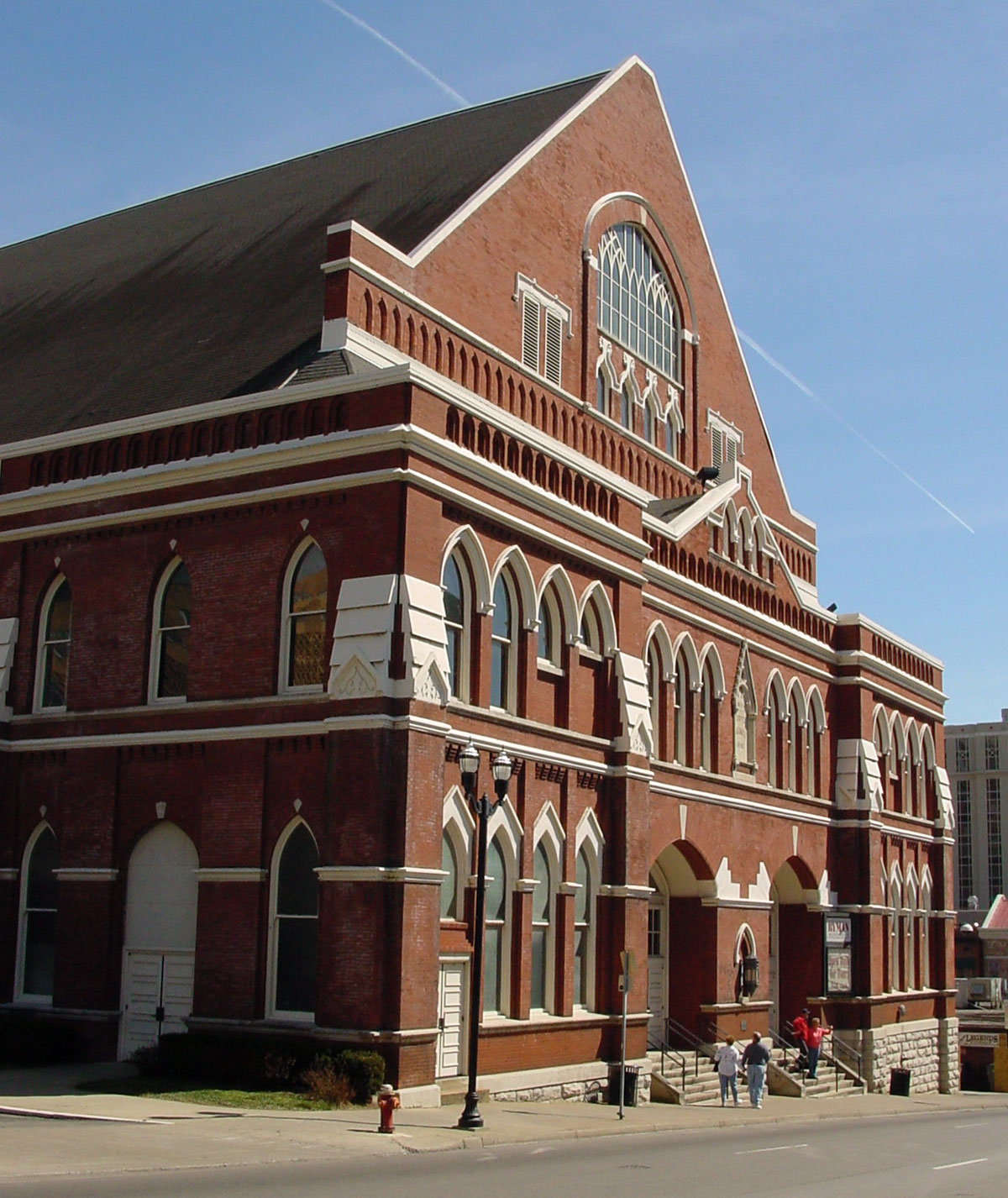
ライマン・オーディトリアム。「グランド・オール・オプリ」の本拠

テネシー州の田舎の文化が洗練された都会の批判者の攻撃に曝されているまさにその時に、皮肉なことにその音楽が国中の聴衆の気を引いた。
1925年、強力なナッシュビルのラジオ局WSMは、毎週音楽の生演奏プログラムを送信し始め、これが間もなく「グランド・オール・オプリ」という番組になった。その音楽は多様な形で現れた。アパラチアのバンジョーとバイオリンのバンド、家庭的なゴスペル合唱グループ、およびマーフリーズボロ生まれのアンクル・デイブ・メイコンのようなカントリー・ボードビル劇であった。
「グランド・オール・オプリ」はアメリカ史の中でもラジオの長寿番組となり、ラジオの新技術を使って、「オールドタイム」すなわち「田舎者の」音楽の巨大な市場に分け入った。
「グランド・オール・オプリ」の放送開始から2年後、ブリストルでの一連の記念碑的セッションの中で、ビクター・カンパニーの人材発掘係がジミー・ロジャーズとカーター・ファミリーを録音し、これが合衆国でも初めての田舎のポピュラーミュージック・レコードとなった。
テネシー州は伝統的カントリーミュージックの中心として登場し、多くの演奏者の拠点となると共に、国中に発信する場所にもなった。

## 世界恐慌とTVA
世界恐慌の間に失業者のために職を生む必要があり、田舎の電化やテネシー川に毎年春に起こる洪水を制御する要求もあって、連邦政府は1933年に国の最大の公益企業であるテネシー川流域開発公社 (TVA)を作った。
TVAはテネシー州住民のほとんど全ての生活に影響を与えた。この公社は主にネブラスカ州選出のアメリカ合衆国上院議員ジョージ・ノリスのこだわりがあって作られた。ノックスビルに本部を置き、テネシー川渓谷全体の開発計画に携わった。水力発電ダム（1933年から1951年までに20箇所）および石炭火力発電所を作って電力を供給した。
安価で豊富な電力は、テネシー州の特に以前は電力の供給を受けていなかった田舎で恩恵をもたらした。TVAは州内約6万世帯に電力を供給した。
1945年までに、TVAは国内でも最大の電気事業となり、テネシー州内に大量の電力供給者としてのTVAがあることで、そのダムや蒸気プラントの近くに大規模製造業を惹き付けることになった。このことで州内の重要な経済発展に貢献した。

## 第二次世界大戦と進歩
第二次世界大戦は、州人口の10％（308,199人の男女）を軍需産業に雇用することでテネシー州内に救済をもたらした。テネシー州は軍需関連物資の注文12億5千万ドルを受けたので、農園や都市に残っていた人々の大半がその生産のために働いた。
テネシー州からの軍人は真珠湾から硫黄島や沖縄の最後の流血が多い戦闘まで功績を残し、7千名が戦死した。1942年から1943年、中部テネシーの住民は28個師団を受入れ、これが田園に溢れかえってD-デイの演習を行った。
テネシー州民は、戦闘から軍事研究の文民管理まで、戦争のあらゆる段階に参加した。コーデル・ハルはフランクリン・ルーズベルトの国務長官を12年間務め、国際連合の主要な推進者の一人となり、そのことでノーベル平和賞を受賞した。

### 工業の拡張
戦争に基づく工業は大きく拡大された労働力と共に好調を維持した。巨大な砲弾梱包工場がミランに建設され、バルティ・エアクラフトはナッシュビルに作られた。TVAの計画も東テネシーで拡大した。終戦時までにテネシー州労働者の約33％は女性だった。
戦争協力で特に重要なことは原子爆弾を作る軍の最高機密計画であるマンハッタン計画で果たしたテネシー州の役割だった。最初の原子爆弾の研究と製造はオークリッジの巨大な科学工業施設で遂行された。オークリッジの地域社会は全体が戦争のために造られた。1941年には森だけだったものが、4年後には7万人の人口の都市（テネシー州では5番目）になった。

### 人頭税による権利剥奪の変化
19世紀の権利剥奪立法は貧しい白人やアフリカ系アメリカ人に影響した。それらを撤廃するという誓いがあったにも拘わらず、「それに続く議会は権利剥奪の範囲を拡げ、...郡の役人は（ノックスビルでやったように）税金を払う機会を備えることで、あるいは逆に支払をできるだけ難しくすることで投票を規制した。このような税の操作、よって投票の操作は都市のボスと政治マシーンの興隆を生む機会を与えた。都会の政治家は人頭税領収書の大きな塊を買い取り、黒人や白人に配って指示通りに投票させた。」
人頭税の悪用は1930年代や1940年代の改革推進者による動きに抵抗し続けた。奇妙なことの成り行きで、1943年に議員達が人頭税の廃止に成功したが、テネシー州最高裁はその行動が違憲であると宣言した。
新しい州憲法制定会議で最終的に人頭税条項を削除したのは1953年になってからだった。黒人も白人も数十万人の市民が人頭税法の可決以来数十年間その悪用のために権利を剥奪されていた。アフリカ系アメリカ人に対する人種差別と権利剥奪の下での悪用が続き、若い活動家に公民権運動を継続する動機を与えた。

## 公民権運動とキングの暗殺
テネシー州はアフリカ系アメリカ人公民権闘争に重要で顕著な役割を果たした。ローザ・パークスやマーティン・ルーサー・キング・ジュニアのような多くの全国的公民権運動指導者は、テネシー州モントイーグルのハイランダー・フォーク・スクールで非暴力抵抗の方法について訓練を受けた。ガンジーが使ったこの方法がここで教えられた。
1960年春、人種差別の数十年の後で、テネシー州のジム・クロウ法に対して、ナッシュビルのフィスク大学、アメリカン・バプテスト神学校およびヴァンダービルト大学の組織された学生集団から異議申し立てが出た。ジム・ファーマー、ジョン・ルイスおよび地元のアフリカ系アメリカ人教会の牧師達が指導する学生達は、前もって非暴力抗議の方法を体得し、ナッシュビル中心街のランチカウンターにシットインを続けることにより、人者差別撤廃の運動を始めた。多くの者は白人自警団の嫌がらせを受け殴られもし、ナッシュビル警察に逮捕されたが、どの学生も暴力に訴えようとはしなかった。
ナッシュビルのシットインは、著名なアフリカ系アメリカ人弁護士で指導者のZ・アレクサンダー・ルービーの家が爆破されたときに、転回点を迎えた。誰も殺された者はいなかったが、数千人の抗議者が自発的にナッシュビル市役所に行進し、市長のベン・ウエストと向かい合った。市長は弱い妥協案しか出せず、人者差別撤廃に動くことを躊躇った。市役所の外で大勢の抗議者との会合が行われ、ウエストは彼らと非公式討議を行って、人種差別は道徳に反するという譲歩で締めくくった。爆発、行進およびウエスト市長のびっくりするような声明は中心街のランチカウンターをして人者差別撤廃に動かすことになった。人種差別とジム・クロウ法は決して終わってはいなかったが、この出来事は最初の非暴力抗議が成功した事例となり、全国の他の地域での模範となった。
アフリカ系アメリカ人公民権運動は南部中で指導され行動され道徳の議論が行われて、1964年の公民権法と1965年の選挙権法が連邦議会で成立した。アフリカ系アメリカ人は通常の公民権と選挙権を行使する力を再度手に入れた。全ての者に対する選挙権は選挙権法の規定で守られた。
テネシー州における運動の成功とは対照的に、1968年のメンフィスにおけるキング牧師の暗殺は州内の憎しみの象徴と理解された。キングはアメリカ州・郡・市雇員連合の黒人衛生関連公共事業雇員のストライキを支援するためにメンフィス市にいた。市は直ぐに雇員に対して良い条件を出してストライキを止めさせた。国中のアフリカ系アメリカ人社会とキングの賞賛者はその殺人によって悲しみと絶望に震えた。国中の多くの都市にあるアフリカ系アメリカ人居住地域で暴動や市民の不安が起こり、多数が負傷し数百万ドルもの資産が損傷された。

## 誕生二百年祭
1996年、テネシー州は1年間におよぶ「テネシー200」と題された州内の祝賀行事の後で、ナッシュビルのキャピトルヒルの麓に、新しい州立公園、バイセンテニアル・モールの開園で200周年を祝った。